# Internationale Deutsche Meisterschaft 2007 (Radsport)
Der TUI-Cup 2007 – die Internationale Deutsche Meisterschaft – fand 2007 vom 9. April bis 3. Oktober statt. Als zusätzliche Klasse wurde in diesem Jahr eine Juniorenwertung (U19) eingeführt.

## Elite Männer

### Rennen
| Datum             | Rennen                            | Sieger              | Team                         |
| ----------------- | --------------------------------- | ------------------- | ---------------------------- |
| 9. April          | Rund um Köln                      | Juan José Haedo     | CSC                          |
| 25.–29. April     | Niedersachsen-Rundfahrt           | Alessandro Petacchi | Milram                       |
| 1. Mai            | Rund um den Henninger-Turm        | Patrik Sinkewitz    | T-Mobile                     |
| 16.–20. Mai       | Rheinland-Pfalz-Rundfahrt         | Gerald Ciolek       | T-Mobile                     |
| 25. Mai           | Neuseen Classics                  | Denis Flahaut       | Jartazi-Promo Fashion        |
| 30. Mai – 3. Juni | Bayern-Rundfahrt                  | Stefan Schumacher   | Gerolsteiner                 |
| 9. Juni           | GP Schwarzwald                    | Radoslav Rogina     | Perutnina Ptuj               |
| 24. Juni          | Deutsche Meisterschaft Zeitfahren | Bert Grabsch        | T-Mobile                     |
| 1. Juli           | Deutsche Meisterschaft Straße     | Fabian Wegmann      | Gerolsteiner                 |
| 25.–29. Juli      | Sachsen-Tour                      | Joost Posthuma      | Rabobank                     |
| 4. August         | Rund um die Hainleite             | Greg Van Avermaet   | Predictor-Lotto              |
| 5. August         | Sparkassen Giro Bochum            | Andy Cappelle       | Landbouwkrediet-Tönissteiner |
| 10.–18. August    | Deutschland Tour                  | Jens Voigt          | CSC                          |
| 19. August        | Vattenfall Cyclassics             | Alessandro Ballan   | Lampre-Fondital              |
| 22.–26. August    | Rothaus Regio-Tour                | Moisés Dueñas       | Agritubel                    |
| 16. September     | Rund um die Nürnberger Altstadt   | Fabian Wegmann      | Gerolsteiner                 |
| 19.–23. September | Hessen-Rundfahrt                  | Thomas Dekker       | Rabobank                     |
| 3. Oktober        | Sparkassen Münsterland-Giro       | Jos van Emden       | Rabobank Continental         |

### Gesamtwertung
1. Jens Voigt, 207 Punkte
2. Gerald Ciolek, 204 Punkte
3. Fabian Wegmann, 168 Punkte
4. Bert Grabsch, 131 Punkte
5. Erik Zabel, 106 Punkte
6. Alessandro Ballan, 100 Punkte
7. Alessandro Petacchi, 96 Punkte
8. Graeme Brown, 90 Punkte
9. Sven Krauß, 89 Punkte
10. Levi Leipheimer, 83 Punkte

## Elite Frauen

### Rennen
| Datum          | Rennen                            | Sieger            | Team                     |
| -------------- | --------------------------------- | ----------------- | ------------------------ |
| 24. Juni       | Deutsche Meisterschaft Zeitfahren | Hanka Kupfernagel | RG Charlottenburg Berlin |
| 1. Juli        | Deutsche Meisterschaft Straße     | Luise Keller      | Team Flexpoint           |
| 24.–29. Juli   | Thüringen-Rundfahrt               | Judith Arndt      | T-Mobile Women           |
| 5. August      | Sparkassen Giro Bochum            | Hanka Kupfernagel | Focus-worldsportstar     |
| 21.–23. August | Albstadt-Frauen-Etappenrennen     | Trixi Worrack     | Equipe Nürnberger        |
| 16. September  | Rund um die Nürnberger Altstadt   | Marianne Vos      | Team DSB Bank            |

### Gesamtwertung
1. Judith Arndt, 93 Punkte
2. Hanka Kupfernagel, 83 Punkte
3. Trixi Worrack, 79 Punkte
4. Marianne Vos, 75 Punkte
5. Noemi Cantele, 66 Punkte
6. Luise Keller, 51 Punkte
7. Ina-Yoko Teutenberg, 50 Punkte
8. Angela Brodtka, 48 Punkte
9. Rochelle Gilmore, 43 Punkte
10. Emma Pooley, 43 Punkte

## Männer U23

### Rennen
| Datum        | Rennen                            | Sieger            | Team                      |
| ------------ | --------------------------------- | ----------------- | ------------------------- |
| 22. April    | Rund um Düren                     | Marcel Beima      | Time-Van Hemert           |
| 25.–28. Mai  | Tour de Berlin                    | Michael Franzl    | Team Mapei Heizomath      |
| 12.–17. Juni | Thüringen-Rundfahrt               | Mathias Frank     | Swiss National U23        |
| 3. Juni      | Deutsche Meisterschaft Straße     | Dominic Klemme    | Team 3C-Gruppe Lamonta    |
| 20.–23. Juni | Mainfranken-Tour                  | Anatolij Kaschtan | Ukraine Neri Sottoli Team |
| 24. Juni     | Deutsche Meisterschaft Zeitfahren | Marcel Kittel     | Thüringer Energie Team    |
| 26. August   | Rund um den Sachsenring           | Oliver Giesecke   | Thüringer Energie Team    |

### Gesamtwertung
1. Christian Kux, 77 Punkte
2. Michael Franzl, 75 Punkte
3. Tony Martin, 64 Punkte
4. Mathias Frank, 56 Punkte
5. Anatolij Kaschtan, 55 Punkte
6. Jörg Lehmann, 54 Punkte
7. Dominic Klemme, 52 Punkte
8. Frank Schulz, 50 Punkte
9. Oliver Giesecke, 49 Punkte
10. Ingmar Dassler, 45 Punkte

## Junioren U19

### Rennen
| Datum          | Rennen                            | Sieger             | Team                             |
| -------------- | --------------------------------- | ------------------ | -------------------------------- |
| 26.–28. Mai    | 3-Etappen-Rundfahrt               | Rasmus Guldhammer  | Junioren-Nationalteam Dänemark   |
| 2. Juni        | Deutsche Meisterschaft Zeitfahren | John Degenkolb     |                                  |
| 7.–10. Juni    | Trofeo Karlsberg                  | Matthias Brändle   | Junioren-Nationalteam Österreich |
| 17. Juni       | Deutsche Meisterschaft Straße     | Peter Clauß        | Schwalbe-Team Sachsen            |
| 27.–29. Juli   | Junioren Rundfahrt Niedersachsen  | Michael Hümbert    | RG Rheinland-Pfalz/Saarland      |
| 24.–26. August | Sparkassen Münsterland Tour       | Matthias Allegaert | Junioren-Nationalteam Belgien    |

### Gesamtwertung
1. Michael Hümbert, 94 Punkte
2. Nils Plötner, 78 Punkte
3. John Degenkolb, 78 Punkte
4. Rasmus Guldhammer, 73 Punkte
5. Dominik Nerz, 63 Punkte
6. Matthias Allegaert, 57 Punkte
7. Peter Sagan, 55 Punkte
8. Matthias Brändle, 55 Punkte
9. Peter Clauß, 50 Punkte
10. Christopher Roth, 46 Punkte